# Neo-Geo CD Special
Neo-Geo CD Special est une Compilation de Démo de jeux vidéo SNK développé et édité par SNK en 1995 uniquement sur Neo-Geo CD (NGH 205),,. Le CD-ROM propose les démos jouables de The King of Fighters '95, Fatal Fury 3: Road to the Final Victory, Samurai Shodown II, Art of Fighting 2, Super Sidekicks 3: The Next Glory et Top Hunter: Roddy and Cathy, les bandes annonces de Real Bout Fatal Fury et Samurai Shodown III: Blades of Blood qui ne sont pas encore sortis à l'époque. On peut également écouter la musique de jeux SNK ainsi que consulter des jaquettes de jeux SNK.